# Miss You in a Heartbeat
Miss You in a Heartbeat è una canzone del gruppo musicale britannico Def Leppard dal loro album Retro Active.
Tre versioni della power ballad appaiono in Retro Active:
- La versione acustica (4:04), che è stata pubblica come singolo;
- La versione elettrica (4:55), che era uno dei due brani bonus per l'edizione giapponese di Adrenalize insieme a She's Too Tough;
- La versione piano (4:09), che appare come traccia nascosta alla fine dell'album.

Fu l'ultimo singolo dei Def Leppard a raggiungere la top 40 della Billboard Hot 100, piazzandosi alla posizione numero 39.
Nonostante sia stata scritta da Phil Collen, Miss You in a Heartbeat venne originariamente sull'omonimo album di debutto del supergruppo The Law, formato da Paul Rodgers e il batterista Kenney Jones degli Who. dei Law, una band formata da Paul Rodgers e Kenney Jones.

## Tracce
MC singoloBludgeon Riffola / Polygram / Mercury / 858 080-4 (USA)
1. Miss You in a Heartbeat
2. Let's Get Rocked [Live]

CD singoloBludgeon Riffola/ Nippon Phonogram/ PHCR-8302 (JAP)
1. Miss You In A Heartbeat (Versione acustica)
2. Two Steps Behind (Demo)
3. She's Too Tough (Demo)

Nota: In Germania, questo CD singolo fu accoppiato all'EP Live: In the Clubs, in Your Face nel 1994 (Bludgeon Riffola 858 303-2)